# Fredede bygninger i Allerød Kommune
Der er ingen fredede bygninger i Allerød Kommune (ud over kirker).